# Liste der Länder nach Nobelpreisträgern
Dies ist eine Liste der Länder nach Nobelpreisträgern. Die Nobelpreise und der Preis für Wirtschaftswissenschaften wurden 627 Mal an 1012 Personen und Organisationen (alle waren Friedenspreise). Da einige Preisträger mehrere Preise erhalten haben, beläuft sich die Gesamtzahl der Preisträger auf 927 Einzelpersonen und 28 Organisationen (Stand: Ende 2024).

## Rangliste
| Land                           | Anzahl Nobelpreise |
| ------------------------------ | ------------------ |
| Vereinigte Staaten (Liste)     | 420                |
| Vereinigtes Königreich (Liste) | 142                |
| Deutschland (Liste)            | 113                |
| Frankreich (Liste)             | 76                 |
| Schweden (Liste)               | 34                 |
| Japan                          | 31                 |
| Russland                       | 29                 |
| Kanada                         | 28                 |
| Schweiz (Liste)                | 25                 |
| Österreich (Liste)             | 23                 |
| Niederlande                    | 22                 |
| Italien (Liste)                | 21                 |
| Polen (Liste)                  | 20                 |
| Ungarn (Liste)                 | 15                 |
| Australien                     | 14                 |
| Dänemark                       | 14                 |
| Norwegen                       | 14                 |
| Indien                         | 13                 |
| Israel (Liste)                 | 13                 |
| Volksrepublik China            | 12                 |
| Belgien                        | 11                 |
| Irland                         | 11                 |
| Südafrika                      | 11                 |
| Spanien                        | 8                  |
| Belarus                        | 6                  |
| Tschechien                     | 6                  |
| Ukraine                        | 6                  |
| Ägypten                        | 5                  |
| Argentinien                    | 5                  |
| Finnland                       | 5                  |
| Rumänien                       | 4                  |
| Türkei                         | 4                  |
| Mexiko                         | 3                  |
| Neuseeland                     | 3                  |
| Litauen                        | 3                  |
| Tunesien                       | 3                  |
| Kroatien                       | 2                  |
| Algerien                       | 2                  |
| Bosnien und Herzegowina        | 2                  |
| Chile                          | 2                  |
| Kolumbien                      | 2                  |
| Osttimor                       | 2                  |
| Griechenland                   | 2                  |
| Guatemala                      | 2                  |
| Liberia                        | 2                  |
| Luxemburg                      | 2                  |
| Portugal                       | 2                  |
| St. Lucia                      | 2                  |
| Iran                           | 2                  |
| Pakistan                       | 2                  |
| Südkorea                       | 2                  |
| Zypern                         | 1                  |
| Bangladesch                    | 1                  |
| Aserbaidschan                  | 1                  |
| Brasilien                      | 1                  |
| Bulgarien                      | 1                  |
| Costa Rica                     | 1                  |
| Demokratische Republik Kongo   | 1                  |
| Äthiopien                      | 1                  |
| Färöer                         | 1                  |
| Ghana                          | 1                  |
| Island                         | 1                  |
| Irak                           | 1                  |
| Kenia                          | 1                  |
| Lettland                       | 1                  |
| Libanon                        | 1                  |
| Nordmazedonien                 | 1                  |
| Marokko                        | 1                  |
| Simbabwe                       | 1                  |
| Myanmar                        | 1                  |
| Nigeria                        | 1                  |
| Palästina                      | 1                  |
| Taiwan                         | 1                  |
| Peru                           | 1                  |
| Philippinen                    | 1                  |
| Slowenien                      | 1                  |
| Tansania                       | 1                  |
| Trinidad und Tobago            | 1                  |
| Venezuela                      | 1                  |
| Vietnam                        | 1                  |
| Jemen                          | 1                  |

## Nobelpreise nach Staatsbürgerschaft/Geburtsland

Balkendiagramm der Nobelpreiszahlen nach Kategorie und Geburtsland

Balkendiagramm der Nobelpreiszahlen nach Kategorie und Todesland

In der vorliegenden Liste sind die Preisträger nach dem Land/den Ländern geordnet, die vom Nobelpreiskomitee auf seiner Website angegeben werden. Die Liste unterscheidet nicht zwischen Preisträgern, die einen vollen Preis erhalten haben, und denen, die sich einen Preis geteilt haben. Zahlreiche Nobelpreisträger haben ihren Preis als Residenten und Staatsbürger eines anderen Landes erhalten und Staatsgrenzen haben sich mit der Zeit verschoben. Einige Preisträger sind unter mehr als einem Land aufgeführt, da auf der offiziellen Website mehrere Länder im Zusammenhang mit dem Preisträger als Standort, Geburtsort oder Staatsbürgerschaft genannt werden. In diesem Fall wird das Geburtsland in Kursivschrift bei den anderen Auflistungen dieses Preisträgers erwähnt. Wird ein Land lediglich als Geburtsort genannt, wird dies in der jeweiligen Auflistung durch ein Sternchen (*) gekennzeichnet. In einigen Fällen wird das Land als Herkunftsort genannt, dann ist der Nobelpreisträger mit einem doppelten Sternchen (**) gekennzeichnet.

### Ägypten
1. Mohamed el-Baradei, Frieden, 2005
2. Ahmed Zewail, Chemie, 1999
3. Jassir Arafat*, Frieden, 1994
4. Naguib Mahfouz, Literatur, 1988
5. Anwar Sadat, Frieden, 1978

### Äthiopien
1. Abiy Ahmed Ali, Frieden, 2019

### Algerien
1. Claude Cohen-Tannoudji*, Physik, 1997
2. Albert Camus*, Literatur, 1957

### Argentinien
1. César Milstein*, Physiologie oder Medizin, 1984
2. Adolfo Pérez Esquivel, Frieden, 1980
3. Luis Federico Leloir, geboren in Frankreich, Chemie, 1970
4. Bernardo Houssay, Physiologie oder Medizin, 1947
5. Carlos Saavedra Lamas, Frieden, 1936

### Australien
1. Brian Schmidt, geboren in den Vereinigten Staaten, Physik, 2011
2. Elizabeth Blackburn*, Physiologie oder Medizin, 2009
3. Barry Marshall, Physiologie oder Medizin, 2005
4. J. Robin Warren, Physiologie oder Medizin, 2005
5. Peter C. Doherty, Physiologie oder Medizin, 1996
6. Rolf Zinkernagel, Physiologie oder Medizin, 1996
7. John Cornforth*, Chemie, 1975
8. Patrick White, geboren im Vereinigten Königreich, Literatur, 1973
9. Alexander M. Prochorow*, Physik, 1964
10. John Carew Eccles, Physiologie oder Medizin, 1963
11. Sir Frank Macfarlane Burnet, Physiologie oder Medizin, 1960
12. Howard Florey, Physiologie oder Medizin, 1945
13. William Lawrence Bragg, Physik, 1915
14. William Henry Bragg, Physik, 1915

### Aserbaidschan
1. Lew Landau*, Physik, 1962

### Bangladesch
1. Muhammad Yunus, Frieden, 2006

### Belarus
1. Ales Bjaljazki, Frieden, 2022
2. Swetlana Alexandrowna Alexijewitsch, geboren in der Ukraine, Literatur, 2015
3. Schores Alfjorow*, Physik, 2000
4. Shimon Peres*, als israelischer Staatsbürger, Frieden, 1994
5. Menachem Begin*, als israelischer Staatsbürger, Frieden, 1978
6. Simon Kuznets*, Wirtschaftswissenschaften, 1971

### Belgien
1. François Englert, Physik, 2013
2. Ilya Prigogine, geboren in Russland, Chemie, 1977
3. Christian de Duve, geboren im Vereinigten Königreich, Medizin, 1974
4. Albert Claude, Physiologie oder Medizin, 1974
5. Dominique Pire, Frieden, 1958
6. Corneille Heymans, Physiologie oder Medizin, 1938
7. Jules Bordet, Physiologie oder Medizin, 1919
8. Henri La Fontaine, Frieden, 1913
9. Maurice Maeterlinck, Literatur, 1911
10. Auguste Beernaert, Frieden, 1909
11. Institut de Droit International, Frieden, 1904

### Bosnien und Herzegowina
1. Vladimir Prelog*, geboren in Kondominium Bosnien und Herzegowina, Österreichisch-Ungarische Monarchie, heute Bosnien und Herzegowina, Chemie, 1975
2. Ivo Andric, geboren in Kondominium Bosnien und Herzegowina, Österreichisch-Ungarische Monarchie, heute Bosnien und Herzegowina, Literatur, 1961

### Brasilien
1. Peter Brian Medawar*, Physiologie oder Medizin, 1960

### Bulgarien
1. Elias Canetti*, Literatur, 1981

### Chile
1. Pablo Neruda, Literatur, 1971
2. Gabriela Mistral, Literatur, 1945

### Volksrepublik China
1. Tu Youyou, Physiologie oder Medizin, 2015
2. Mo Yan, Literatur, 2012
3. Liu Xiaobo, Frieden, 2010
4. Ei-ichi Negishi*, Chemie, 2010
5. Charles K. Kao*, Physik, 2009
6. Gao Xingjian*, Literatur, 2000
7. Daniel C. Tsui*, Physik, 1998
8. Edmond H. Fischer, Physiologie oder Medizin, 1992
9. Tenzin Gyatso*, Frieden, 1989
10. Chen-Ning Yang*, Physik, 1957
11. Tsung-Dao Lee*, Physik, 1957
12. Walter H. Brattain*, Physik, 1956

### Costa Rica
1. Óscar Arias Sánchez, Frieden, 1987

### Dänemark
1. Morten P. Meldal, Chemie, 2022
2. Jens Christian Skou, Chemie, 1997
3. Niels Kaj Jerne, geboren im Vereinigten Königreich, Physiologie oder Medizin, 1984
4. Aage Bohr, Physics, 1975
5. Ben Roy Mottelson, geboren in den USA, Physik, 1975
6. Johannes V. Jensen, Literatur, 1944
7. Henrik Dam, Physiologie oder Medizin, 1943
8. Johannes Fibiger, Physiologie oder Medizin, 1926
9. Niels Bohr, Physik, 1922
10. August Krogh, Physiologie oder Medizin, 1920
11. Karl Adolph Gjellerup, Literatur, 1917
12. Henrik Pontoppidan, Literatur, 1917
13. Fredrik Bajer, Frieden, 1908
14. Niels Ryberg Finsen, geboren auf den Färöer-Inseln, Physiologie oder Medizin, 1903

### Deutschland
1. Benjamin List, Chemie, 2021
2. Klaus Hasselmann, Physik, 2021
3. Reinhard Genzel, Physik, 2020
4. John B. Goodenough*, Chemie, 2019
5. Joachim Frank*, Chemie, 2017
6. Rainer Weiss*, Physik, 2017
7. Stefan Hell, geboren in Rumänien, Chemie, 2014
8. Thomas C. Südhof, Physiologie oder Medizin, 2013
9. Herta Müller, geboren in Rumänien, Literatur, 2009
10. Harald zur Hausen, Physiologie oder Medizin, 2008
11. Gerhard Ertl, Chemie, 2007
12. Peter Grünberg, geboren im Protektorat Böhmen und Mähren, der heutigen Tschechische Republik, Physik, 2007
13. Theodor W. Hänsch, Physik, 2005
14. Robert Aumann*, Wirtschaft, 2005
15. Wolfgang Ketterle, Physik, 2001
16. Herbert Kroemer, Physik, 2000
17. Günter Blobel*, Physiologie oder Medizin, 1999
18. Günter Grass, geboren in der Freien Stadt Danzig, heute Polen, Literatur, 1999
19. Horst L. Störmer, Physik, 1998
20. Paul J. Crutzen, Chemie, 1995
21. Christiane Nüsslein-Volhard, Physiologie oder Medizin, 1995
22. Reinhard Selten, Wirtschaftswissenschaften, 1994
23. Bert Sakmann, Physiologie oder Medizin, 1991
24. Erwin Neher, Physiologie oder Medizin, 1991
25. Hans G. Dehmelt*, Physik, 1989
26. Wolfgang Paul, Physik, 1989
27. Johann Deisenhofer, Chemie, 1988
28. Robert Huber, Chemie, 1988
29. Hartmut Michel, Chemie, 1988
30. Jack Steinberger*, Physik, 1988
31. J. Georg Bednorz, Physik, 1987
32. John Polanyi*, Chemie, 1986
33. Ernst Ruska, Physik, 1986
34. Gerd Binnig, Physik, 1986
35. Klaus von Klitzing, Physik, 1985
36. Georges J.F. Köhler*, Physiologie oder Medizin, 1984
37. Georg Wittig, Chemie, 1979
38. Arno Penzias*, Physik, 1978
39. Henry Kissinger*, Frieden, 1978
40. Ernst Otto Fischer, Chemie, 1973
41. Karl von Frisch, geboren in Wien, Österreich-Ungarn, heute Österreich, Physiologie oder Medizin, 1973
42. Heinrich Böll, Literatur, 1972
43. Gerhard Herzberg*, Chemie, 1971
44. Willy Brandt, Frieden, 1971
45. Bernard Katz*, Physiologie oder Medizin, 1970
46. Max Delbrück*, Physiologie oder Medizin, 1969
47. Manfred Eigen, Chemie, 1967
48. Hans Bethe*, Physik, 1967
49. Nelly Sachs*, Literatur, 1966
50. Feodor Felix Konrad Lynen, Physiologie oder Medizin, 1964
51. Konrad Bloch*, Physiologie oder Medizin, 1964
52. Karl Ziegler, Chemie, 1963
53. Maria Goeppert-Mayer*, Physik, 1963
54. J. Hans D. Jensen, Physik, 1963
55. Rudolf Mössbauer, Physik, 1961
56. Werner Forssmann, Physiologie oder Medizin, 1956
57. Polykarp Kusch*, Physik, 1955
58. Max Born*, Physik, 1954
59. Walther Bothe, Physik, 1954
60. Hermann Staudinger, Chemie, 1953
61. Fritz Albert Lipmann*, Physiologie oder Medizin, 1953
62. Hans Adolf Krebs*, Physiologie oder Medizin, 1953
63. Albert Schweitzer*, Frieden, 1952
64. Otto Diels, Chemie, 1950
65. Kurt Alder, Chemie, 1950
66. Hermann Hesse*, Literatur, 1946
67. Ernst Boris Chain*, Physiologie oder Medizin, 1945
68. Otto Hahn, Chemie, 1944
69. Otto Stern*, Physik, 1943
70. Adolf Butenandt, Chemie, 1939
71. Gerhard Domagk, Physiologie oder Medizin, 1939
72. Richard Kuhn, geboren in Wien, Österreich-Ungarn, heute Österreich, Chemie, 1938
73. Otto Loewi*, Physiologie oder Medizin, 1936
74. Carl von Ossietzky, Frieden, 1935
75. Hans Spemann, Physiologie oder Medizin, 1935
76. Werner Karl Heisenberg, Physik, 1932
77. Otto Heinrich Warburg, Physiologie oder Medizin, 1931
78. Carl Bosch, Chemie, 1931
79. Friedrich Bergius, Chemie, 1931
80. Hans Fischer, Chemie, 1930
81. Thomas Mann, Literatur, 1929
82. Hans von Euler-Chelpin*, Chemie, 1929
83. Adolf Otto Reinhold Windaus, Chemie, 1928
84. Ludwig Quidde, Frieden, 1927
85. Heinrich Otto Wieland, Chemie, 1927
86. Gustav Stresemann, Frieden, 1926
87. James Franck, Physik, 1925
88. Gustav Ludwig Hertz, Physik, 1925
89. Otto Fritz Meyerhof, Physiologie oder Medizin, 1922
90. Albert Einstein, Physik, 1921
91. Walther Nernst, Chemie, 1920
92. Johannes Stark, Physik, 1919
93. Fritz Haber, Chemie, 1918
94. Max Karl Ernst Ludwig Planck, Physik, 1918
95. Richard Willstätter, Chemie, 1915
96. Max von Laue, Physik, 1914
97. Gerhart Hauptmann, geboren in Ober Salzbrunn, Preußen, heute Polen, Literatur, 1912
98. Wilhelm Wien, Physik, 1911
99. Otto Wallach, Chemie, 1910
100. Albrecht Kossel, Physiologie oder Medizin, 1910
101. Paul Johann Ludwig Heyse, Literatur, 1910
102. Karl Ferdinand Braun, Physik, 1909
103. Wilhelm Ostwald, geboren in Riga, Kaiserreich Russland, heute Lettland, Chemie, 1909
104. Rudolf Christoph Eucken, Literatur, 1908
105. Paul Ehrlich, Physiologie oder Medizin, 1908
106. Eduard Buchner, Chemie, 1907
107. Robert Koch, Physiologie oder Medizin, 1905
108. Philipp Lenard, geboren in Pressburg, Königreich Ungarn, heute Slowakei, Physik, 1905
109. Adolf von Baeyer, Chemie, 1905
110. Hermann Emil Fischer, Chemie, 1902
111. Theodor Mommsen, geboren in Garding, Herzogtum Schleswig, Literatur, 1902
112. Emil Adolf von Behring, Physiologie oder Medizin, 1901
113. Wilhelm Conrad Röntgen, Physik, 1901

### Färöer
1. Niels Ryberg Finsen*, Physiologie oder Medizin, 1903

### Finnland
1. Bengt R. Holmström, Wirtschaft, 2016
2. Martti Ahtisaari, Frieden, 2008
3. Ragnar Granit, geboren im Großherzogtum Finnland, einem Teil des Russischen Reiches 1809–1917, Physiologie oder Medizin, 1967
4. Artturi Ilmari Virtanen, geboren im Großherzogtum Finnland, einem Teil des Russischen Reiches 1809–1917, Chemie, 1945
5. Frans Eemil Sillanpää, geboren im Großherzogtum Finnland, einem Teil des Russischen Reiches 1809–1917, Literatur, 1939

### Frankreich
1. Moungi Bawendi, Chemie, 2023
2. Pierre Agostini, geboren in Tunesien, Physik, 2023
3. Anne L'Huillier, Physik, 2023
4. Annie Ernaux, Literatur, 2022
5. Alain Aspect, Physik, 2022
6. Emmanuelle Charpentier, Chemie, 2020
7. Esther Duflo, Wirtschaft, 2019
8. Gérard Mourou, Physik, 2018
9. Jean-Pierre Sauvage, Chemie, 2016
10. Jean Tirole, Wirtschaft, 2014
11. Patrick Modiano, Literatur, 2014
12. Serge Haroche, geboren in Marokko, Physik, 2012
13. Jules A. Hoffmann, geboren in Luxemburg, Physiologie oder Medizin, 2011
14. J. M. G. Le Clézio, Literatur, 2008
15. Luc Montagnier, Physiologie oder Medizin, 2008
16. Françoise Barré-Sinoussi, Physiologie oder Medizin, 2008
17. Albert Fert, Physik, 2007
18. Yves Chauvin, Chemie, 2005
19. Gao Xingjian, geboren in China, Literatur, 2000
20. Ärzte ohne Grenzen, Frieden, 1999
21. Claude Cohen-Tannoudji, geboren in Algerien, Physik, 1997
22. Georges Charpak, geboren in Dubrowyzja im damaligen Polen, heute Ukraine, Physik, 1992
23. Pierre-Gilles de Gennes, Physik, 1991
24. Maurice Allais, Wirtschaft, 1988
25. Jean-Marie Lehn, Chemie, 1987
26. Claude Simon, Literatur, 1985
27. Gérard Debreu, Wirtschaft, 1983
28. Jean Dausset, Physiologie oder Medizin, 1980
29. Roger Guillemin*, Physiologie oder Medizin, 1977
30. Seán MacBride*, Frieden, 1974
31. Louis Néel, Physik, 1970
32. Luis Federico Leloir*, Chemie, 1970
33. René Cassin, Frieden, 1968
34. Alfred Kastler, Physik, 1966
35. François Jacob, Physiologie oder Medizin, 1965
36. Jacques Monod, Physiologie oder Medizin, 1965
37. André Lwoff, Physiologie oder Medizin, 1965
38. Jean-Paul Sartre, Literatur, 1964 (lehnte den Preis ab)
39. Saint-John Perse, Literatur, 1960
40. Albert Camus, geboren in Algerien, Literatur, 1957
41. André Frédéric Cournand, Physiologie oder Medizin, 1956
42. François Mauriac, Literatur, 1952
43. Albert Schweitzer, geboren im Elsass, Deutsches Reich, Frieden, 1952
44. Léon Jouhaux, Frieden, 1951
45. André Gide, Literatur, 1947
46. Roger Martin du Gard, Literatur, 1937
47. Frédéric Joliot-Curie, Chemie, 1935
48. Irène Joliot-Curie, Chemie, 1935
49. Iwan Bunin, geboren in Russland, Literatur, 1933
50. Louis de Broglie, Physik, 1929
51. Charles Nicolle, Physiologie oder Medizin, 1928
52. Henri Bergson, Literatur, 1927
53. Ferdinand Buisson, Frieden, 1927
54. Aristide Briand, Frieden, 1926
55. Jean Baptiste Perrin, Physik, 1926
56. Anatole France, Literatur, 1921
57. Léon Bourgeois, Frieden, 1920
58. Romain Rolland, Literatur, 1915
59. Alfred Werner*, Chemie, 1913
60. Charles Richet, Physiologie oder Medizin, 1913
61. Alexis Carrel, Physiologie oder Medizin, 1912
62. Paul Sabatier, Chemie, 1912
63. Victor Grignard, Chemie, 1912
64. Marie Curie, geboren in Kongresspolen (Russisches Reich), Chemie, 1911
65. Paul Henri d’Estournelles de Constant, Frieden, 1909
66. Gabriel Lippmann, geboren in Luxemburg, Physik, 1908
67. Charles Louis Alphonse Laveran, Physiologie oder Medizin, 1907
68. Louis Renault, Frieden, 1907
69. Henri Moissan, Chemie, 1906
70. Frédéric Mistral, Literatur, 1904
71. Antoine Henri Becquerel, Physik, 1903
72. Pierre Curie, Physik, 1903
73. Marie Curie, geboren in Kongresspolen, (Russisches Reich), Physik, 1903
74. Henry Dunant, geboren in der Schweiz, Frieden, 1901
75. Frédéric Passy, Frieden, 1901
76. Sully Prudhomme, Literatur, 1901

### Ghana
1. Kofi Annan, Frieden, 2001

### Griechenland
1. Odysseas Elytis, Literatur, 1979
2. Giorgos Seferis, geboren im damaligen Osmanischen Reich, heutige Türkei, Literatur, 1963

### Guatemala
1. Rigoberta Menchú, Frieden, 1992
2. Miguel Ángel Asturias, Literatur, 1967

### Island
1. Halldór Laxness, Literatur, 1955

### Indien
1. Abhijit Banerjee*, Wirtschaft, 2019
2. Kailash Satyarthi, Frieden, 2014
3. Venkatraman Ramakrishnan*, Chemie, 2009
4. V. S. Naipaul**, geboren in Trinidad und Tobago, Literatur, 2001
5. Mutter Teresa, geboren in Nordmazedonien, Frieden, 2001
6. Amartya Sen, Wirtschaft, 1998
7. Tenzin Gyatso, geboren in Taktser, China, Frieden, 1989
8. Subramanyan Chandrasekhar*, Physik, 1983
9. Har Gobind Khorana*, Physiologie oder Medizin, 1968
10. C. V. Raman, Physik, 1930
11. Rabindranath Tagore, Literatur, 1913
12. Ronald Ross*, Physiologie oder Medizin, 1902
13. Rudyard Kipling*, Literatur, 1907

### Iran
1. Narges Mohammadi, Frieden, 2023
2. Shirin Ebadi, Frieden, 2003

### Irak
1. Nadia Murad, Frieden, 2018

### Irland
1. William C. Campbell, Physiologie oder Medizin, 2015
2. John Hume, Frieden, 1998
3. David Trimble, Frieden, 1998
4. Séamus Heaney, Literature, 1995
5. Mairead Corrigan, Frieden, 1976
6. Betty Williams, Frieden, 1976
7. Seán MacBride, geboren in Frankreich, Frieden, 1974
8. Samuel Beckett, Literature, 1969
9. Ernest Walton, Physik, 1951
10. George Bernard Shaw*, Literature, 1925
11. W. B. Yeats, Literatur, 1923

### Israel
1. Joshua Angrist, geboren in den Vereinigten Staaten, Wirtschaft, 2021
2. Arieh Warshel, Chemie, 2013
3. Michael Levitt, geboren in Südafrika, Chemie, 2013
4. Dan Shechtman, Chemie, 2011
5. Ada Yonath, Chemie, 2009
6. Robert Aumann, geboren in Deutschland, Wirtschaft, 2005
7. Aaron Ciechanover, Chemie, 2004
8. Avram Hershko, geboren in Ungarn, Chemie, 2004
9. Daniel Kahneman*, Wirtschaft, 2002
10. Yitzhak Rabin, Frieden, 1994
11. Shimon Peres, geboren in Wiszniew, damals Polen, heute Belarus, Frieden, 1994
12. Menachem Begin, geboren in Brest, damals Russisches Kaiserreich, heute Belarus, Frieden, 1978
13. Shmuel Yosef Agnon, geboren in Butschatsch, damals Österreich-Ungarn, heute Ukraine, Literatur, 1966

### Italien
1. Giorgio Parisi, Physik, 2021
2. Mario R. Capecchi*, Physiologie oder Medizin, 2007
3. Riccardo Giacconi*, Physik, 2002
4. Dario Fo, Literatur, 1997
5. Rita Levi-Montalcini, Physiologie oder Medizin, 1986
6. Franco Modigliani*, Wirtschaft, 1985
7. Carlo Rubbia, Physik, 1984
8. Eugenio Montale, Literatur, 1975
9. Renato Dulbecco*, Physiologie oder Medizin, 1975
10. Salvador Luria*, Physiologie oder Medizin, 1969
11. Giulio Natta, Chemie, 1963
12. Emilio Segrè*, Physik, 1959
13. Salvatore Quasimodo, Literatur, 1959
14. Daniel Bovet, gebornen in der Schweiz, Physiologie oder Medizin, 1957
15. Enrico Fermi, Physik, 1938
16. Luigi Pirandello, Literatur, 1934
17. Grazia Deledda, Literatur, 1926
18. Guglielmo Marconi, Physik, 1909
19. Ernesto Teodoro Moneta, Frieden, 1907
20. Camillo Golgi, Physiologie oder Medizin, 1906
21. Giosuè Carducci, Literatur, 1906

### Japan
1. Nihon Hidankyo*, Frieden, 2024
2. Syukuro Manabe*, Physik, 2021
3. Akira Yoshino, Chemie, 2019
4. Tasuku Honjo, Physiologie oder Medizin, 2018
5. Kazuo Ishiguro*, Literatur, 2017
6. Yoshinori Ohsumi, Physiologie oder Medizin, 2016
7. Takaaki Kajita, Physik, 2015
8. Satoshi Ōmura, Physiologie oder Medizin, 2015
9. Shuji Nakamura*, Physik, 2014
10. Hiroshi Amano, Physik, 2014
11. Isamu Akasaki, Physik, 2014
12. Shinya Yamanaka, Physiologie oder Medizin, 2012
13. Akira Suzuki, Chemie, 2010
14. Ei-ichi Negishi, geboren in China, Chemie, 2010
15. Osamu Shimomura, Chemie, 2008
16. Toshihide Maskawa, Physik, 2008
17. Makoto Kobayashi, Physik, 2008
18. Yoichiro Nambu*, Physik, 2008
19. Koichi Tanaka, Chemie, 2002
20. Masatoshi Koshiba, Physik, 2002
21. Ryōji Noyori, Chemie, 2001
22. Hideki Shirakawa, Chemie, 2000
23. Kenzaburō Ōe, Literatur, 1994
24. Susumu Tonegawa, Physiologie oder Medizin, 1987
25. Yuan T. Lee*, Chemie, 1986
26. Kenichi Fukui, Chemie, 1981
27. Eisaku Satō, Frieden, 1974
28. Leo Esaki, Physik, 1973
29. Yasunari Kawabata, Literatur, 1968
30. Shin'ichiro Tomonaga, Physik, 1965
31. Hideki Yukawa, Physik, 1949

### Jemen
1. Tawakkol Karman, Frieden, 2011

### Kanada
1. Geoffrey Hinton, geboren im Vereinigten Königreich, Physik, 2024
2. David Card, Wirtschaft, 2021
3. Jim Peebles, Physik, 2019
4. Donna Strickland, Physik, 2018
5. Arthur B. McDonald, Physik, 2015
6. Alice Munro, Literatur, 2013
7. Ralph M. Steinman, Physiologie oder Medizin, 2011
8. Willard S. Boyle, Physik, 2009
9. Jack W. Szostak, geboren im Vereinigten Königreich, Medizin, 2009
10. Robert Mundell, Wirtschaft, 1999
11. Myron Scholes*, Wirtschaft, 1997
12. William Vickrey*, Wirtschaft, 1996
13. Pugwash Conferences on Science and World Affairs, Frieden, 1995
14. Bertram Brockhouse, Physik, 1994
15. Michael Smith, born in the United Kingdom, Chemie, 1993
16. Rudolph A. Marcus*, Chemie, 1992
17. Richard E. Taylor, Physik, 1990
18. Sidney Altman*, Chemie, 1989
19. John Polanyi, geboren in Deutschland, Chemie, 1986
20. Henry Taube*, Chemie, 1983
21. David H. Hubel*, Physiologie oder Medizin, 1981
22. Saul Bellow*, Literatur, 1976
23. Gerhard Herzberg, geboren in Deutschland, Chemie, 1971
24. Charles B. Huggins*, Physiologie oder Medizin, 1966
25. Lester B. Pearson, Frieden, 1957
26. William Giauque*, Chemie, 1949
27. Frederick Banting, Medizin, 1923
28. John Macleod, geboren im Vereinigten Königreich, Physiologie oder Medizin, 1923

### Kenia
1. Wangari Maathai, Frieden, 2004

### Kolumbien
1. Juan Manuel Santos Calderón, Frieden, 2016
2. Gabriel García Márquez, Literatur, 1982

### Kongo, Demokratische Republik
1. Denis Mukwege, Frieden, 2018

### Kroatien
1. Vladimir Prelog*,  wohnhaft im heutigen Kroatien, geboren im Kondominium Bosnien und Herzegowina, Österreichisch-Ungarische Monarchie (heute Bosnien und Herzegowina), Chemie, 1975
2. Leopold Ružička*, wohnhaft im heutigen Kroatien, geboren im Königreich Kroatien-Slawonien, Teil des Königreichs Ungarn in der Österreichisch-Ungarischen Monarchie (heute Kroatien), Chemie, 1939

### Libanon
1. Ardem Patapoutian*, Medizin, 2021

### Lettland
1. Wilhelm Ostwald*, Chemie, 1909

### Liberia
1. Ellen Johnson Sirleaf, Frieden, 2011
2. Leymah Gbowee, Frieden, 2011

### Litauen
1. Aaron Klug*, Chemie, 1982
2. Czesław Miłosz*, Literature, 1980
3. Andrew Schally*, Physiologie oder Medizin, 1977

### Luxemburg
1. Jules A. Hoffmann*, Medizin, 2011
2. Gabriel Lippmann*, Physik, 1908

### Mexiko
1. Mario José Molina Henríquez*, Chemie, 1995
2. Octavio Paz Lozano, Literatur, 1990
3. Alfonso García Robles, Frieden, 1982

### Myanmar
1. Aung San Suu Kyi, Frieden, 1991

### Marokko
1. Serge Haroche*, Physik, 2012

### Niederlande
1. Guido Imbens, Wirtschaft, 2021
2. Ben Feringa, Chemie, 2016
3. Organisation für das Verbot chemischer Waffen, Frieden, 2013
4. Andre Geim, geboren in Sotschi, damals Sowjetunion, heute Russland, Physik, 2010
5. Martinus J. G. Veltman, Physik, 1999
6. Gerard 't Hooft, Physik, 1999
7. Paul J. Crutzen, Chemie, 1995
8. Simon van der Meer, Physik, 1984
9. Nicolaas Bloembergen*, Physik, 1981
10. Tjalling C. Koopmans, Wirtschaft, 1975
11. Nikolaas Tinbergen*, Physiologie oder Medizin, 1973
12. Jan Tinbergen, Wirtschaft, 1969
13. Frits Zernike, Physik, 1953
14. Peter Debye, Chemie, 1936
15. Christiaan Eijkman, Physiologie oder Medizin, 1929
16. Willem Einthoven, Physiologie oder Medizin, 1924
17. Heike Kamerlingh Onnes, Physik, 1913
18. Tobias Asser, Frieden, 1911
19. Johannes Diderik van der Waals, Physik, 1910
20. Pieter Zeeman, Physik, 1902
21. Hendrik Lorentz, Physik, 1902
22. Jacobus Henricus van 't Hoff, Chemie, 1901

### Neuseeland
1. Alan MacDiarmid, Chemie, 2000
2. Maurice Wilkins, Physiologie oder Medizin, 1962
3. Ernest Rutherford*, Chemie, 1908

### Nigeria
1. Wole Soyinka, Literatur, 1986

### Nordmazedonien
1. Mutter Teresa*, geboren in Skopje im damaligen Osmanischen Reich, heute Nordmazedonien, Frieden, 1979

### Norwegen
1. Jon Fosse, Literatur, 2023
2. May-Britt Moser, Physiologie oder Medizin, 2014
3. Edvard Moser, Physiologie oder Medizin, 2014
4. Finn E. Kydland, Wirtschaftswissenschaften, 2004
5. Trygve Haavelmo, Wirtschaftswissenschaften, 1989
6. Ivar Giaever, Physik, 1973
7. Ragnar Frisch, Wirtschaftswissenschaften, 1969
8. Odd Hassel, Chemie, 1969
9. Lars Onsager, Chemie, 1968
10. Sigrid Undset, Literatur, 1928
11. Fridtjof Nansen, Frieden, 1922
12. Christian Lous Lange, Frieden, 1921
13. Knut Hamsun, Literatur, 1920
14. Bjørnstjerne Bjørnson, Literatur, 1903

### Österreich
1. Anton Zeilinger, Physik, 2022
2. Peter Handke, Literatur, 2019
3. Martin Karplus*, Chemie, 2013
4. Elfriede Jelinek, Literatur, 2004
5. Eric Kandel*, Physiologie oder Medizin, 2000
6. Walter Kohn*, Chemistry, 1998
7. Friedrich Hayek, Wirtschaft, 1974
8. Konrad Lorenz, Physiologie oder Medizin, 1973
9. Karl von Frisch*, Physiologie oder Medizin, 1973
10. Max Perutz, Chemie, 1962
11. Carl Ferdinand Cori, geboren in Prag, Österreich-Ungarn, heute Tschechische Republik, Physiologie oder Medizin, 1947
12. Gerty Cori, geboren in Prag, Österreich-Ungarn, heute Tschechische Republik, Physiologie oder Medizin, 1947
13. Wolfgang Pauli, Physik, 1945
14. Richard Kuhn*, Chemie, 1938
15. Otto Loewi, geboren in Deutschland, Physiologie oder Medizin, 1936
16. Victor Francis Hess, Physik, 1936
17. Erwin Schrödinger, Physiol, 1933
18. Karl Landsteiner, Physiologie oder Medizin, 1930
19. Julius Wagner-Jauregg, Physiologie oder Medizin, 1927
20. Fritz Pregl, geboren in Laibach, Österreich-Ungarn, heute Slowenien, Chemie, 1923
21. Alfred Hermann Fried, Frieden, 1911
22. Bertha von Suttner, geboren in Prag, Kaisertum Österreich, heute Tschechische Republik, Frieden, 1905
23. Isidor Rabi, geboren in Rymanów, damals Österreich-Ungarn, heute Polen, Physik, 1944

### Osttimor
1. Carlos Filipe Ximenes Belo, Frieden, 1996
2. José Ramos-Horta, Frieden, 1996

### Pakistan
1. Malala Yousafzai, Frieden, 2014
2. Abdus Salam, Physik, 1979

### Palästina
1. Jassir Arafat, geboren in Kairo, Ägypten, Frieden, 1994

### Peru
1. Mario Vargas Llosa*, Literatur, 2010

### Philippinen
1. Maria Ressa, Frieden, 2021

### Polen
1. Olga Tokarczuk, Literature, 2018
2. Leonid Hurwicz*, geboren in der damaligen Russischen Republik (heute Russland), Wirtschaft, 2007
3. Wisława Szymborska, Literatur, 1996
4. Joseph Rotblat*, geboren im Weichselland (Russisches Reich), Frieden, 1995
5. Shimon Peres*, als israelischer Staatsbürger, Frieden, 1994
6. Georges Charpak*, geboren in Dubrowyzja, heute in der Ukraine, Physik, 1992
7. Lech Wałęsa, Frieden, 1983
8. Roald Hoffmann*, geborn in Solotschiw, heute Ukraine, Chemie, 1981
9. Czesław Miłosz*, geboren in Šeteniai, heute Litauen, Literatur, 1980
10. Isaac Bashevis Singer*, geboren im Weichselland (Russisches Reich), Literature, 1978
11. Menachem Begin*, als israelischer Staatsbürger hatte er auch die polnische Staatsbürgerschaft, Frieden, 1978
12. Andrew Schally*, geboren in Vilnius, damals Polen, heute Litauen, Physiologie oder Medizin, 1977
13. Tadeusz Reichstein*, geboren im Weichselland (Russisches Reich), Physiologie oder Medizin, 1950
14. Isidor Isaac Rabi*, geboren in Rymanów, Österreich-Ungarn (heute Polen), Physik, 1944
15. Władysław Reymont, geboren im Weichselland (Russisches Reich), Literatur, 1924
16. Gerhart Hauptmann, geboren in Ober Salzbrunn in Preußen, heute Polen, Literatur, 1912
17. Marie Skłodowska-Curie*, geboren im Weichselland (Russisches Reich), Chemie, 1911
18. Albert A. Michelson*, born in Strelno, Norddeutscher Bund (heute in Polen), Physik, 1907
19. Henryk Sienkiewicz, geboren im Weichselland (Russisches Reich), Literature, 1905
20. Marie Skłodowska-Curie*, geboren im Weichselland (Russisches Reich), Physik, 1903

### Portugal
1. José Saramago, Literatur, 1998
2. António Egas Moniz, Physiologie oder Medizin, 1949

### Rumänien
1. Stefan Hell*, Chemie, 2014
2. Herta Müller*, Literatur, 2009
3. Elie Wiesel*, Frieden, 1986
4. George E. Palade*, Physiologie oder Medizin, 1974

### Russland
1. Alexei Jekimow, Chemie, 2023
2. Memorial, Frieden, 2022
3. Dmitri Muratow, Frieden, 2021
4. Andre Geim*, Physik, 2010
5. Konstantin Novoselov*, Physik, 2010
6. Leonid Hurwicz*, Wirtschaft, 2007
7. Alexei Abrikossow*, Physik, 2003
8. Witali Ginsburg, Physik, 2003
9. Schores Iwanowitsch Alfjorow, geboren in Belarus, Physik, 2000
10. Michail Gorbatschow, Frieden, 1990
11. Joseph Brodsky*, Literatur, 1987
12. Pjotr Kapiza, Physik, 1978
13. Ilya Prigogine*, Chemie, 1977
14. Andrei Sacharow, Frieden, 1975
15. Leonid Kantorowitsch, Wirtschaft, 1975
16. Simon Kuznets*, geboren in Belarus, Wirtschaft, 1971
17. Alexander Solschenizyn, Literatur, 1970
18. Michail Scholochow, Literatur, 1965
19. Nikolai Bassow, Physik, 1964
20. Alexander Prochorow, geboren in Australien, Physik, 1964
21. Lew Landau, geboren in Baku, damaligen Russischen Reich, heute Aserbaidschan, Preisträger als Bürger der Sowjetunion, Physik, 1962
22. Boris Pasternak, Literatur, 1958 (gezwungenermaßen abgelehnt)
23. Pawel Tscherenkow, Physik, 1958
24. Igor Tamm, Physik, 1958
25. Ilja Frank, Physik, 1958
26. Nikolai Semjonow, Chemie, 1956
27. Ivan Bunin*, Literatur, 1933
28. Élie Metchnikoff, geboren in der heutigen Ukraine, Medizin, 1908
29. Ivan Pawlow, Medizin, 1904

### Saint Lucia
1. Derek Walcott, Literatur, 1992
2. W. Arthur Lewis*, Wirtschaft, 1979

### Simbabwe
1. Albert Lutuli*, Frieden, 1960

### Slowenien
1. Friderik Pregl*, geboren in Laibach, Österreich-Ungarn, heute Slowenien, Chemie, 1923

### Südafrika
1. Michael Levitt*, Chemie, 2013
2. J. M. Coetzee, Literatur, 2003
3. Sydney Brenner*, Medizin, 2002
4. F. W. de Klerk, Frieden, 1993
5. Nelson Mandela, Frieden, 1993
6. Nadine Gordimer, Literatur, 1991
7. Desmond Tutu, Frieden, 1984
8. Aaron Klug*, Chemie, 1982
9. Allan M. Cormack*, Physiologie oder Medizin, 1979
10. Albert Lutuli, geboren in Rhodesien, heute Simbabwe, Frieden, 1960
11. Max Theiler, Medizin, 1951

### Südkorea
1. Han Kang, Literatur, 2024
2. Kim Dae-jung, Frieden, 2000
3. Charles J. Pedersen*, Chemie, 1987

### Spanien
1. Mario Vargas Llosa, geboren in Peru, Literatur, 2010
2. Camilo José Cela, Literatur, 1989
3. Vicente Aleixandre, Literatur, 1977
4. Severo Ochoa*, Medizin, 1959
5. Juan Ramón Jiménez, Literatur, 1956
6. Jacinto Benavente, Literatur, 1922
7. Santiago Ramón y Cajal, Medizin, 1906
8. José Echegaray, Literatur, 1904

### Schweden
1. Anne L'Huillier, geboren in Frankreich, Physik, 2023
2. Svante Pääbo, Physiologie oder Medizin, 2022
3. Tomas Lindahl, Chemie, 2015
4. Tomas Tranströmer, Literatur, 2011
5. Arvid Carlsson, Medizin, 2000
6. Alva Myrdal, Frieden, 1982
7. Sune Bergström, Medizin, 1982
8. Bengt I. Samuelsson, Medizin, 1982
9. Kai Siegbahn, Physik, 1981
10. Torsten Wiesel, Physiologie oder Medizin, 1981
11. Bertil Ohlin, Wirtschaftswissenschaften, 1977
12. Eyvind Johnson, Literatur, 1974
13. Harry Martinson, Literatur, 1974
14. Gunnar Myrdal, Wirtschaftswissenschaften, 1974
15. Ulf von Euler, Physiologie oder Medizin, 1970
16. Hannes Alfvén, Physik, 1970
17. Ragnar Granit, geboren im Großherzogtum Finnland, das damals zu Russland gehörte, Physiologie oder Medizin, 1967
18. Nelly Sachs, geboren in Deutschland, Literatur, 1966
19. Dag Hammarskjöld, Frieden, 1961 (posthum)
20. Hugo Theorell, Physiologie oder Medizin, 1955
21. Pär Lagerkvist, Literatur, 1951
22. Arne Tiselius, Chemie, 1948
23. Erik Axel Karlfeldt, Literatur, 1931 (posthum)
24. Nathan Söderblom, Frieden, 1930
25. Hans von Euler-Chelpin, geboren in Deutschland, Chemie, 1929
26. Theodor Svedberg, Chemie, 1926
27. Karl Manne Siegbahn, Physik, 1924
28. Hjalmar Branting, Frieden, 1921
29. Carl Gustaf Verner von Heidenstam, Literatur, 1916
30. Gustaf Dalén, Physik, 1912
31. Allvar Gullstrand, Medizin, 1911
32. Selma Lagerlöf, Literatur, 1909
33. Klas Pontus Arnoldson, Frieden, 1908
34. Svante Arrhenius, Chemie, 1903

### Schweiz
1. Michel Mayor, Physik, 2019
2. Didier Queloz, Physik, 2019
3. Jacques Dubochet, Chemie, 2017
4. Kurt Wüthrich, Chemie, 2002
5. Rolf M. Zinkernagel, Physiologie oder Medizin, 1996
6. Edmond H. Fischer, Physiologie oder Medizin, 1992
7. Richard R. Ernst, Chemie, 1991
8. Karl Alexander Müller, Physik, 1987
9. Heinrich Rohrer, Physik, 1986
10. Werner Arber, Physiologie oder Medizin, 1978
11. Daniel Bovet, Physiologie oder Medizin, 1957
12. Felix Bloch, Physik, 1952
13. Tadeusz Reichstein, Physiologie oder Medizin, 1950
14. Walter Rudolf Hess, Physiologie oder Medizin, 1949
15. Paul Hermann Müller, Physiologie oder Medizin, 1948
16. Hermann Hesse, geboren in Deutschland, Literatur, 1946
17. Paul Karrer, Chemie, 1937
18. Albert Einstein, geboren in Deutschland, Physik, 1921
19. Charles Édouard Guillaume, Physik, 1920
20. Carl Spitteler, Literatur, 1919
21. Alfred Werner, Chemistry, 1913
22. Theodor Kocher, Physiologie oder Medizin, 1909
23. Élie Ducommun, Frieden, 1902
24. Charles Albert Gobat, Frieden, 1902
25. Henry Dunant, Frieden, 1901

### Taiwan
1. Yuan T. Lee*, Chemie, 1986

### Tansania
1. Abdulrazak Gurnah*, Literatur, 2021

### Trinidad und Tobago
1. V. S. Naipaul*, Literatur, 2001

### Tschechien
1. Peter Grünberg*, geboren in Protektorat Böhmen und Mähren, heute Tschechische Republik, Physik, 2007
2. Jaroslav Seifert, geboren in Prag, Österreich-Ungarn, heuteTschechische Republik, Literatur, 1984
3. Jaroslav Heyrovský, geboren in Prag, Österreich-Ungarn, heuteTschechische Republik, Chemie, 1959
4. Carl Ferdinand Cori*, geboren in Prag, Österreich-Ungarn, heute Tschechische Republik, Physiologie oder Medizin, 1947
5. Gerty Cori*, geboren in Prag, Österreich-Ungarn, heute Tschechische Republik, Physiologie oder Medizin, 1947
6. Bertha von Suttner*, geboren in Prag, Österreich-Ungarn, heute Tschechische Republik, Frieden, 1905

### Tunesien
1. Pierre Agostini*, Physik, 2023
2. Moungi Bawendi**, geboren in Frankreich, Chemie, 2023
3. Quartet du dialogue national, Frieden, 2015

### Türkei
1. Daron Acemoglu*, Wirtschaft, 2024
2. Aziz Sancar*, Chemie, 2015
3. Orhan Pamuk, Literatur, 2006
4. Giorgos Seferis* geboren im Osmanischen Reich, heute Türkei, Literatur, 1963

### Ukraine
1. Center for Civil Liberties, Frieden, 2022
2. Swetlana Alexijewitsch*, Literatur, 2015
3. Georges Charpak*, Physik, 1992
4. Roald Hoffmann*, Chemie, 1981
5. Shmuel Yosef Agnon*, Literatur, 1966
6. Selman Waksman*, Physiologie oder Medizin, 1952
7. Ilja Metschnikow*, Physiologie oder Medizin, 1908

### Ungarn
1. Ferenc Krausz, Physik, 2023
2. Katalin Karikó, Physiologie oder Medizin, 2023
3. Ferenc Herskó*, als israelischer Staatsbürger, Chemie, 2004
4. Imre Kertész, Literatur, 2002
5. György András Oláh, Chemie, 1994
6. János Harsányi, Wirtschaft, 1994
7. János Polányi, geboren in Deutschland, Chemie, 1986
8. Dénes Gábor, Physik, 1971
9. Jenő Pál Wigner, Physik, 1963
10. György Békésy, Medizin, 1961
11. György Hevesy, Chemie, 1943
12. Albert Szent-Györgyi, Physiologie oder Medizin, 1937
13. Richárd Zsigmondy, Chemie, 1925
14. Róbert Bárány, geboren in Österreich, Physiologie oder Medizin, 1914
15. Fülöp Lénárd, Physik, 1905

### Vereinigtes Königreich
1. James A. Robinson, Wirtschaft, 2024
2. Simon Johnson, Wirtschaft, 2024
3. Geoffrey Hinton, Physik, 2024
4. Demis Hassabis, Chemie, 2024
5. Abdulrazak Gurnah, geboren in Tansania, Literatur, 2021
6. David MacMillan, Chemie, 2021
7. Roger Penrose, Physik, 2020
8. Michael Houghton, Physiologie oder Medizin, 2020
9. Peter J. Ratcliffe, Physiologie oder Medizin, 2019
10. M. Stanley Whittingham, Chemie, 2019
11. Greg Winter, Chemie, 2018
12. Kazuo Ishiguro, geboren in Japan, Literatur, 2017
13. Richard Henderson, Chemie, 2017
14. Oliver Hart, Wirtschaft, 2016
15. Fraser Stoddart, Chemie, 2016
16. David J. Thouless, Physik, 2016
17. F. Duncan M. Haldane, Physik, 2016
18. John M. Kosterlitz, Physik, 2016
19. Angus Deaton, Wirtschaft, 2015
20. Tomas Lindahl, geboren in Schweden, Chemie, 2015
21. John O’Keefe, geboren in den Vereinigten Staaten, Physiologie oder Medizin, 2014
22. Michael Levitt, geboren in Südafrika, Chemie, 2013
23. Peter Higgs, Physik, 2013
24. John Gurdon, Physiologie oder Medizin, 2012
25. Christopher A. Pissarides, geboren in Zypern, Wirtschaft, 2010
26. Konstantin Novoselov, geboren in Russland, Physik, 2010
27. Robert G. Edwards, Physiologie oder Medizin, 2010
28. Charles K. Kao, geboren in China, Physik, 2009
29. Venkatraman Ramakrishnan, geboren in Indien, Chemie, 2009
30. Jack W. Szostak, Physiologie oder Medizin, 2009
31. Doris Lessing, geboren im Iran, Literatur, 2007
32. Sir Martin J. Evans, Physiologie oder Medizin, 2007
33. Oliver Smithies*, Physiologie oder Medizin, 2007
34. Harold Pinter, Literatur, 2005
35. Clive W. J. Granger, Wirtschaft, 2003
36. Anthony J. Leggett*, Physik, 2003
37. Peter Mansfield, Physiologie oder Medizin, 2003
38. Sydney Brenner, geboren in Südafrika, Physiologie oder Medizin, 2002
39. John E. Sulston, Physiologie oder Medizin, 2002
40. Tim Hunt, Physiologie oder Medizin, 2001
41. Paul Nurse, Physiologie oder Medizin, 2001
42. V. S. Naipaul, geboren in Trinidad und Tobago, Literatur, 2001
43. David Trimble, Frieden, 1998
44. John Pople, Chemie, 1998
45. John E. Walker, Chemie, 1997
46. Harold Kroto, Chemie, 1996
47. James A. Mirrlees, Wirtschaft, 1996
48. Joseph Rotblat, geboren in Warschau, Kongresspolen (Russischen Reich), heute Polen, Frieden, 1995
49. Richard J. Roberts, Physiologie oder Medizin, 1993
50. Michael Smith*, Chemie, 1993
51. Ronald Coase, geboren in den Vereinigten Staaten, Wirtschaftswissenschaften, 1991
52. James W. Black, Physiologie oder Medizin, 1988
53. César Milstein, geboren in Argentinien, Physiologie oder Medizin, 1984
54. Richard Stone, Wirtschaft, 1984
55. William Golding, Literatur, 1983
56. Aaron Klug, geboren in Litauen, Chemie, 1982
57. John Robert Vane, Physiologie oder Medizin, 1982
58. Elias Canetti, geboren in Bulgarien, Literatur, 1981
59. Frederick Sanger, Chemie, 1980
60. W. Arthur Lewis, geboren auf St. Lucia, Wirtschaft, 1979
61. Godfrey Hounsfield, Physiologie oder Medizin, 1979
62. Peter D. Mitchell, Chemie, 1978
63. James Meade, Wirtschaft, 1977
64. Nevill Francis Mott, Physik, 1977
65. Amnesty International, Frieden, 1977
66. Mairead Corrigan, Frieden, 1976
67. Betty Williams, Frieden, 1976
68. John Cornforth, geboren in Australien, Chemie, 1975
69. Christian de Duve*, Physiologie oder Medizin, 1974
70. Friedrich Hayek, geboren in Österreich, Wirtschaft, 1974
71. Martin Ryle, Physik, 1974
72. Antony Hewish, Physik, 1974
73. Patrick White*, Literatur, 1973
74. Geoffrey Wilkinson, Chemie, 1973
75. Brian David Josephson, Physik, 1973
76. Nikolaas Tinbergen, geboren in den Niederlanden, Physiologie oder Medizin, 1973
77. Rodney Robert Porter, Physiologie oder Medizin, 1972
78. John Hicks, Wirtschaft, 1972
79. Dennis Gabor, geboren in Ungarn, Physik, 1971
80. Bernard Katz, geboren in Deutschland, Physiologie oder Medizin, 1970
81. Derek Harold Richard Barton, Chemie, 1969
82. Ronald George Wreyford Norrish, Chemie, 1967
83. George Porter, Chemie, 1967
84. Dorothy Crowfoot Hodgkin, Chemie, 1964
85. Andrew Huxley, Physiologie oder Medizin, 1963
86. Alan Lloyd Hodgkin, Physiologie oder Medizin, 1963
87. John Kendrew, Chemie, 1962
88. Max Perutz, geboren in Österreich, Chemie, 1962
89. Francis Crick, Physiologie oder Medizin, 1962
90. Maurice Wilkins, geboren in Neuseeland, Physiologie oder Medizin, 1962
91. Peter Medawar, geboren in Brasilien, Physiologie oder Medizin, 1960
92. Philip Noel-Baker, Frieden, 1959
93. Frederick Sanger, Chemie, 1958
94. Alexander R. Todd, Baron Todd, Chemie, 1957
95. Cyril Norman Hinshelwood, Chemie, 1956
96. Max Born, geboren in Breslau, damaliges Deutschland, heute Polen, Physik, 1954
97. Winston Churchill, Literatur, 1953
98. Hans Adolf Krebs, geboren in Deutschland, Physiologie oder Medizin, 1953
99. Archer John Porter Martin, Chemie, 1952
100. Richard Laurence Millington Synge, Chemie, 1952
101. John Cockcroft, Physik, 1951
102. Bertrand Russell, Literatur, 1950
103. Cecil Frank Powell, Physik, 1950
104. John Boyd Orr, Frieden, 1949
105. T. S. Eliot, geboren in den Vereinigten Staaten, Literatur, 1948
106. Patrick Blackett, Baron Blackett, Physik, 1948
107. Edward Victor Appleton, Physik, 1947
108. Robert Robinson, Chemie, 1947
109. Friends Service Council, Frieden, 1947
110. Ernst Boris Chain, geboren in Deutschland, Physiologie oder Medizin, 1945
111. Alexander Fleming, Physiologie oder Medizin, 1945
112. George Paget Thomson, Physik, 1937
113. Robert Cecil, 1. Viscount Cecil of Chelwood, Frieden, 1937
114. Norman Haworth, Chemie, 1937
115. Henry Hallett Dale, Medizin, 1936
116. James Chadwick, Physik, 1935
117. Arthur Henderson, Frieden, 1934
118. Norman Angell, Frieden, 1933
119. Paul Dirac, Physik, 1933
120. Charles Scott Sherrington, Physiologie oder Medizin, 1932
121. John Galsworthy, Literatur, 1932
122. Edgar Adrian, 1. Baron Adrian, Physiologie oder Medizin, 1932
123. Arthur Harden, Chemie, 1929
124. Frederick Hopkins, Physiologie oder Medizin, 1929
125. Owen Willans Richardson, Physik, 1928
126. Charles Thomson Rees Wilson, Physik, 1927
127. Austen Chamberlain, Frieden, 1925
128. George Bernard Shaw, geboren in Irland (damals Teil des Vereinigtes Königreich Großbritannien und Irland), Literatur, 1925
129. John Macleod*, Physiologie oder Medizin, 1923
130. Archibald Vivian Hill, Physiologie oder Medizin, 1922
131. Francis William Aston, Chemie, 1922
132. Frederick Soddy, Chemie, 1921
133. Charles Glover Barkla, Physik, 1917
134. William Henry Bragg, Physik, 1915
135. William Lawrence Bragg, geboren in Australien, Physik, 1915
136. Ernest Rutherford, geboren in Neuseeland, Chemie, 1908
137. Rudyard Kipling, geboren in Indien, Literatur, 1907
138. J. J. Thomson, Physik, 1906
139. John Strutt, 3. Baron Rayleigh, Physik, 1904
140. William Ramsay, Chemie, 1904
141. William Randal Cremer, Frieden, 1903
142. Ronald Ross, geboren in Indien, Physiologie oder Medizin, 1902

### Vereinigte Staaten
1. Daron Acemoglu, geboren in der Türkei, Wirtschaft, 2024
2. Simon Johnson, geboren in Vereinigten Königreich, Wirtschaft, 2024
3. James A. Robinson, geboren im Vereinigten Königreich, Wirtschaft, 2024
4. John M. Jumper, Chemie, 2024
5. David Baker, Chemie, 2024
6. John Hopfield, Physik, 2024
7. Victor Ambros, Physiologie oder Medizin, 2024
8. Gary Ruvkun, Physiologie oder Medizin, 2024
9. Claudia Goldin, Wirtschaft, 2023
10. Louis Brus, Chemie, 2023
11. Moungi Bawendi, geboren in Frankreich, Chemie, 2023
12. Alexei Jekimow, geboren in Russland, Chemie, 2023
13. Drew Weissman, Physiologie oder Medizin, 2023
14. Katalin Karikó, geboren in Ungarn, Physiologie oder Medizin, 2023
15. Ben Bernanke, Wirtschaft, 2022
16. Douglas Diamond, Wirtschaft, 2022
17. Philip H. Dybvig, Wirtschaft, 2022
18. Carolyn R. Bertozzi, Chemie, 2022
19. K. Barry Sharpless, Chemie, 2022
20. John Clauser, Physik, 2022
21. David Card, geboren in Kanada, Wirtschaft, 2021
22. Joshua Angrist, Wirtschaft, 2021
23. Guido Imbens, geboren in den Niederlanden, Wirtschaft, 2021
24. Maria Ressa, geboren auf den Philippinen, Frieden, 2021
25. Syukuro Manabe, geboren in Japan, Physik, 2021
26. David MacMillan, geboren im Vereinigten Königreich, Chemie, 2021
27. David Julius, Physiologie oder Medizin, 2021
28. Ardem Patapoutian, geboren im Libanon, Physiologie oder Medizin, 2021
29. Robert B. Wilson, Wirtschaft, 2020
30. Paul R. Milgrom, Wirtschaft, 2020
31. Louise Glück, Literatur, 2020
32. Jennifer Doudna, Chemie, 2020
33. Andrea Ghez, Physik, 2020
34. Harvey J. Alter, Physiologie oder Medizin, 2020
35. Charles M. Rice, Physiologie oder Medizin, 2020
36. Abhijit Banerjee, geboren in Indien, Wirtschaft, 2019
37. Esther Duflo, geboren in Frankreich, Wirtschaft, 2019
38. Michael Kremer, Wirtschaft, 2019
39. John B. Goodenough, geboren in Deutschland, Chemie, 2019
40. M. Stanley Whittingham, geboren im Vereinigten Königreich, Chemie, 2019
41. Jim Peebles, geboren in Kanada, Physik, 2019
42. William Kaelin Jr., Physiologie oder Medizin, 2019
43. Gregg L. Semenza, Physiologie oder Medizin, 2019
44. Paul Romer, Wirtschaft, 2018
45. William Nordhaus, Wirtschaft, 2018
46. George P. Smith, Chemie, 2018
47. Frances Arnold, Chemie, 2018
48. Arthur Ashkin, Physik, 2018
49. James Allison, Physiologie oder Medizin, 2018
50. Richard H. Thaler, Wirtschaft, 2017
51. Joachim Frank, geboren in Deutschland, Chemie, 2017
52. Rainer Weiss, geboren in Deutschland, Physik, 2017
53. Kip Thorne, Physik, 2017
54. Barry Barish, Physik, 2017
55. Michael W. Young, Physiologie oder Medizin, 2017
56. Michael Rosbash, Physiologie oder Medizin, 2017
57. Jeffrey C. Hall, Physiologie oder Medizin, 2017
58. Bob Dylan, Literatur, 2016
59. Oliver Hart, geboren im Vereinigten Königreich, Wirtschaft, 2016
60. Fraser Stoddart, geboren im Vereinigten Königreich, Chemie, 2016
61. F. Duncan M. Haldane, geboren im Vereinigten Königreich, Physik, 2016
62. John M. Kosterlitz, geboren im Vereinigten Königreich, Physik, 2016
63. Angus Deaton, geboren im Vereinigten Königreich, Wirtschaft, 2015
64. Paul L. Modrich, Chemie, 2015
65. Aziz Sancar, geboren in der Türkei, Chemie, 2015
66. William C. Campbell, geboren in Irland, Physiologie oder Medizin, 2015
67. William E. Moerner, Chemie, 2014
68. Eric Betzig, Chemie, 2014
69. Shuji Nakamura, geboren in Japan, Physik, 2014
70. John O’Keefe*, Physiologie oder Medizin, 2014
71. Robert J. Shiller, Wirtschaft, 2013
72. Lars Peter Hansen, Wirtschaft, 2013
73. Eugene F. Fama, Wirtschaft, 2013
74. Arieh Warshel, geboren in Israel, Chemie, 2013
75. Michael Levitt, geboren in Südafrika, Chemie, 2013
76. Martin Karplus, geboren in Österreich, Chemie, 2013
77. Randy Schekman, Physiologie oder Medizin, 2013
78. Thomas C. Südhof, geboren in Deutschland, Physiologie oder Medizin, 2013
79. James Rothman, Physiologie oder Medizin, 2013
80. Alvin E. Roth, Wirtschaft, 2012
81. Lloyd S. Shapley, Wirtschaft, 2012
82. Brian K. Kobilka, Chemie, 2012
83. Robert J. Lefkowitz, Chemie, 2012
84. David J. Wineland, Physik, 2012
85. Christopher A. Sims, Wirtschaft, 2011
86. Thomas J. Sargent, Wirtschaft, 2011
87. Saul Perlmutter, Physik, 2011
88. Brian P. Schmidt, Physik, 2011
89. Adam G. Riess, Physik, 2011
90. Ralph M. Steinman, geboren in Kanada, Physiologie oder Medizin, 2011
91. Bruce Beutler, Physiologie oder Medizin, 2011
92. Peter A. Diamond, Wirtschaft, 2010
93. Dale T. Mortensen, Wirtschaft, 2010
94. Ei-ichi Negishi, Japanische Staatsbürgerschaft, Chemie, 2010
95. Richard F. Heck, Chemie, 2010
96. Elinor Ostrom, Wirtschaft, 2009
97. Oliver Eaton Williamson, Wirtschaft, 2009
98. Barack H. Obama, Frieden, 2009
99. Venkatraman Ramakrishnan, geboren in Indien, Chemie, 2009
100. Thomas A. Steitz, Chemie, 2009
101. Willard S. Boyle, geboren in Kanada, Physik, 2009
102. Charles K. Kao, geboren in China, Physik, 2009
103. George E. Smith, Physik, 2009
104. Elizabeth Blackburn, geboren in Australien, Physiologie oder Medizin, 2009
105. Carol W. Greider, Physiologie oder Medizin, 2009
106. Jack W. Szostak, geboren in Vereinigtes Königreich, Physiologie oder Medizin, 2009
107. Paul Krugman, Wirtschaft, 2008
108. Roger Yonchien Tsien, Chemie, 2008
109. Martin Chalfie, Chemie, 2008
110. Osamu Shimomura, Japanische Staatsbürgerschaft, Chemie, 2008
111. Yoichiro Nambu, geboren in Japan, Physik, 2008
112. Leonid Hurwicz, geboren in Russland, Wirtschaft, 2007
113. Eric S. Maskin, Wirtschaft, 2007
114. Roger B. Myerson, Wirtschaft, 2007
115. Al Gore, Frieden, 2007
116. Mario R. Capecchi, geboren in Italien, Physiologie oder Medizin, 2007
117. Oliver Smithies, geboren in Vereinigtes Königreich, Physiologie oder Medizin, 2007
118. Roger D. Kornberg, Chemie, 2006
119. John C. Mather, Physik, 2006
120. Edmund S. Phelps, Wirtschaft, 2006
121. George F. Smoot, Physik, 2006
122. Andrew Z. Fire, Physiologie oder Medizin, 2006
123. Craig C. Mello, Physiologie oder Medizin, 2006
124. Robert Aumann*, geboren in Deutschland, Wirtschaft, 2005
125. Robert H. Grubbs, Chemie, 2005
126. Richard R. Schrock, Chemie, 2005
127. Thomas Schelling, Wirtschaft, 2005
128. John L. Hall, Physik, 2005
129. Roy J. Glauber, Physik, 2005
130. Irwin Rose, Chemie, 2004
131. Edward C. Prescott, Wirtschaft, 2004
132. David J. Gross, Physik, 2004
133. H. David Politzer, Physik, 2004
134. Frank Wilczek, Physik, 2004
135. Richard Axel, Physiologie oder Medizin, 2004
136. Linda B. Buck, Physiologie oder Medizin, 2004
137. Peter Agre, Chemie, 2003
138. Roderick MacKinnon, Chemie, 2003
139. Robert F. Engle, Wirtschaft, 2003
140. Anthony J. Leggett, geboren im Vereinigten Königreich, Physik, 2003
141. Paul C. Lauterbur, Physiologie oder Medizin, 2003
142. Alexei Alexejewitsch Abrikosow, geboren in Russland, Physik, 2003
143. Daniel Kahneman, geboren in Israel, Wirtschaft, 2002
144. Vernon L. Smith, Wirtschaft, 2002
145. Jimmy Carter, Frieden, 2002
146. John Bennett Fenn, Chemie, 2002
147. Raymond Davis Jr., Physik, 2002
148. Riccardo Giacconi, geboren in Italien, Physik, 2002
149. Sydney Brenner, geboren in Südafrika, Physiologie oder Medizin, 2002
150. H. Robert Horvitz, Physiologie oder Medizin, 2002
151. William S. Knowles, Chemie, 2001
152. K. Barry Sharpless, Chemie, 2001
153. Joseph E. Stiglitz, Wirtschaft, 2001
154. George A. Akerlof, Wirtschaft, 2001
155. A. Michael Spence, Wirtschaft, 2001
156. Eric A. Cornell, Physik, 2001
157. Carl E. Wieman, Physik, 2001
158. Leland H. Hartwell, Physiologie oder Medizin, 2001
159. Alan Heeger, Chemie, 2000
160. Alan MacDiarmid, geboren in Neuseeland, Chemie, 2000
161. James J. Heckman, Wirtschaft, 2000
162. Daniel L. McFadden, Wirtschaft, 2000
163. Jack Kilby, Physik, 2000
164. Paul Greengard, Physiologie oder Medizin, 2000
165. Eric Kandel, geboren in Österreich, Physiologie oder Medizin, 2000
166. Ahmed H. Zewail, geboren in Ägypten, Chemie, 1999
167. Günter Blobel, geboren in Waltersdorf, Deutschland, heute Polen, Physiologie oder Medizin, 1999
168. Walter Kohn, geboren in Österreich, Chemie, 1998
169. Horst Ludwig Störmer, geboren in Deutschland, Physik, 1998
170. Robert B. Laughlin, Physik, 1998
171. Daniel C. Tsui, geboren in China, Physik, 1998
172. Robert F. Furchgott, Physiologie oder Medizin, 1998
173. Louis J. Ignarro, Physiologie oder Medizin, 1998
174. Ferid Murad, Physiologie oder Medizin, 1998
175. Paul D. Boyer, Chemie, 1997
176. Robert C. Merton, Wirtschaft, 1997
177. Myron Scholes, geboren in Kanada, Wirtschaft, 1997
178. Jody Williams, Frieden, 1997
179. Steven Chu, Physik, 1997
180. William D. Phillips, Physik, 1997
181. Stanley B. Prusiner, Physiologie oder Medizin, 1997
182. Richard E. Smalley, Chemie, 1996
183. Robert F. Curl Jr., Chemie, 1996
184. William Vickrey, geboren in Kanada, Wirtschaft, 1996
185. David M. Lee, Physik, 1996
186. Douglas D. Osheroff, Physik, 1996
187. Robert C. Richardson, Physik, 1996
188. Mario J. Molina, geboren in Mexiko, Chemie, 1995
189. F. Sherwood Rowland, Chemie, 1995
190. Robert Lucas Jr., Wirtschaft, 1995
191. Martin L. Perl, Physik, 1995
192. Frederick Reines, Physik, 1995
193. Edward B. Lewis, Physiologie oder Medizin, 1995
194. Eric F. Wieschaus, Physiologie oder Medizin, 1995
195. George Andrew Olah, geboren in Ungarn, Chemie, 1994
196. John Harsanyi, geboren in Ungarn, Wirtschaft, 1994
197. John Forbes Nash, Wirtschaft, 1994
198. Clifford G. Shull, Physik, 1994
199. Alfred G. Gilman, Physiologie oder Medizin, 1994
200. Martin Rodbell, Physiologie oder Medizin, 1994
201. Kary B. Mullis, Chemie, 1993
202. Robert W. Fogel, Wirtschaft, 1993
203. Douglass C. North, Wirtschaft, 1993
204. Toni Morrison, Literatur, 1993
205. Russell A. Hulse, Physik, 1993
206. Joseph H. Taylor Jr., Physik, 1993
207. Phillip A. Sharp, Physiologie oder Medizin, 1993
208. Rudolph A. Marcus, geboren in Kanada, Chemie, 1992
209. Gary S. Becker, Wirtschaft, 1992
210. Edmond H. Fischer, geboren in China, Physiologie oder Medizin, 1992
211. Edwin G. Krebs, Physiologie oder Medizin, 1992
212. Ronald Coase, geboren im Vereinigten Königreich, Wirtschaft, 1991
213. Elias James Corey, Chemie, 1990
214. Merton H. Miller, Wirtschaft, 1990
215. William F. Sharpe, Wirtschaft, 1990
216. Harry M. Markowitz, Wirtschaft, 1990
217. Jerome I. Friedman, Physik, 1990
218. Henry W. Kendall, Physik, 1990
219. Joseph E. Murray, Physiologie oder Medizin, 1990
220. E. Donnall Thomas, Physiologie oder Medizin, 1990
221. Sidney Altman, geboren in Kanada, Chemie, 1989
222. Thomas R. Cech, Chemie, 1989
223. Hans G. Dehmelt, geboren in Deutschland, Physik, 1989
224. Norman F. Ramsey, Physik, 1989
225. J. Michael Bishop, Physiologie oder Medizin, 1989
226. Harold E. Varmus, Physiologie oder Medizin, 1989
227. Leon M. Lederman, Physik, 1988
228. Melvin Schwartz, Physik, 1988
229. Jack Steinberger, geboren in Deutschland, Physik, 1988
230. Gertrude B. Elion, Physiologie oder Medizin, 1988
231. George H. Hitchings, Physiologie oder Medizin, 1988
232. Charles J. Pedersen, geboren in Korea, Chemie, 1987
233. Donald J. Cram, Chemie, 1987
234. Robert M. Solow, Wirtschaft, 1987
235. Joseph Brodsky, geboren in Russland, Literatur, 1987
236. Dudley R. Herschbach, Chemie, 1986
237. Yuan T. Lee, geboren in Taiwan, Chemie, 1986
238. James M. Buchanan, Wirtschaftswissenschaften, 1986
239. Elie Wiesel, geboren in Rumänien, Frieden, 1986
240. Stanley Cohen, Physiologie oder Medizin, 1986
241. Rita Levi-Montalcini, geboren in Italien, Physiologie oder Medizin, 1986
242. Jerome Karle, Chemie, 1985
243. Herbert A. Hauptman, Chemie, 1985
244. Franco Modigliani, geboren in Italien, Wirtschaftswissenschaften, 1985
245. Michael S. Brown, Physiologie oder Medizin, 1985
246. Joseph L. Goldstein, Physiologie oder Medizin, 1985
247. Bruce Merrifield, Chemie, 1984
248. Henry Taube, geboren in Kanada, Chemie, 1983
249. Gérard Debreu, geboren in Frankreich, Wirtschaftswissenschaften, 1983
250. William A. Fowler, Physik, 1983
251. Subrahmanyan Chandrasekhar, geboren in Indien, Physik, 1983
252. Barbara McClintock, Physiologie oder Medizin, 1983
253. George J. Stigler, Wirtschaftswissenschaften, 1982
254. Kenneth G. Wilson, Physik, 1982
255. Roald Hoffmann, geboren im damaligen Polen, heute Ukraine, Chemie, 1981
256. James Tobin, Wirtschaftswissenschaften, 1981
257. Nicolaas Bloembergen, geboren in den Niederlande, Physik, 1981
258. Arthur L. Schawlow, Physik, 1981
259. David H. Hubel, geboren in Kanada, Physiologie oder Medizin, 1981
260. Roger W. Sperry, Physiologie oder Medizin, 1981
261. Walter Gilbert, Chemie, 1980
262. Paul Berg, Chemie, 1980
263. Lawrence R. Klein, Wirtschaftswissenschaften, 1980
264. Czesław Miłosz, geboren in Vilnius, damals Russischen Reich, heute Litauen, Literatur, 1980
265. James Cronin, Physik, 1980
266. Val Fitch, Physik, 1980
267. Baruj Benacerraf, geboren in Venezuela, Physiologie oder Medizin, 1980
268. George D. Snell, Physiologie oder Medizin, 1980
269. Herbert C. Brown, geboren im Vereinigten Königreich, Chemie, 1979
270. Theodore Schultz, Wirtschaftswissenschaften, 1979
271. Steven Weinberg, Physik, 1979
272. Sheldon Glashow, Physik, 1979
273. Allan M. Cormack, geboren in Südafrika, Physiologie oder Medizin, 1979
274. Herbert A. Simon, Wirtschaftswissenschaften, 1978
275. Isaac Bashevis Singer, geboren im damaligen Kaiserreich Russland, heute Polen, Literatur, 1978
276. Robert Woodrow Wilson, Physik, 1978
277. Arno Penzias, geboren in Deutschland, Physik, 1978
278. Hamilton O. Smith, Physiologie oder Medizin, 1978
279. Daniel Nathans, Physiologie oder Medizin, 1978
280. Philip Anderson, Physik, 1977
281. John H. van Vleck, Physik, 1977
282. Roger Guillemin, geboren in Frankreich, Physiologie oder Medizin, 1977
283. Andrew Schally, geboren in Vilnius, damals Polen, heute Litauen, Physiologie oder Medizin, 1977
284. Rosalyn Yalow, Physiologie oder Medizin, 1977
285. William Lipscomb, Chemie, 1976
286. Milton Friedman, Wirtschaftswissenschaften, 1976
287. Saul Bellow, geboren in Kanada, Literatur, 1976
288. Burton Richter, Physik, 1976
289. Samuel C. C. Ting, Physik, 1976
290. Baruch S. Blumberg, Physiologie oder Medizin, 1976
291. Daniel Carleton Gajdusek, Physiologie oder Medizin, 1976
292. Tjalling C. Koopmans, geboren in den Niederlanden, Wirtschaftswissenschaften, 1975
293. Ben Roy Mottelson*, Physik, 1975
294. James Rainwater, Physik, 1975
295. David Baltimore, Physiologie oder Medizin, 1975
296. Renato Dulbecco, geboren in Italien, Physiologie oder Medizin, 1975
297. Howard Martin Temin, Physiologie oder Medizin, 1975
298. Paul J. Flory, Chemie, 1974
299. George E. Palade, geboren in Rumänien, Physiologie oder Medizin, 1974
300. Wassily Leontief, geboren in Deutschland, Wirtschaftswissenschaften, 1973
301. Henry Kissinger, geboren in Deutschland, Frieden, 1973
302. Ivar Giaever, geboren in Norwegen, Physik, 1973
303. Christian Anfinsen, Chemie, 1972
304. Stanford Moore, Chemie, 1972
305. William H. Stein, Chemie, 1972
306. Kenneth J. Arrow, Wirtschaftswissenschaften, 1972
307. John Bardeen, Physik, 1972
308. Leon N. Cooper, Physik, 1972
309. Robert Schrieffer, Physik, 1972
310. Gerald Edelman, Physiologie oder Medizin, 1972
311. Simon Kuznets, geboren in Pinsk im damaligen Russischen Reich, heute Belarus, Wirtschaftswissenschaften, 1971
312. Earl W. Sutherland Jr., Physiologie oder Medizin, 1971
313. Paul A. Samuelson, Wirtschaftswissenschaften, 1970
314. Norman Borlaug, Frieden, 1970
315. Julius Axelrod, Physiologie oder Medizin, 1970
316. Murray Gell-Mann, Physik, 1969
317. Max Delbrück, geboren in Deutschland, Physiologie oder Medizin, 1969
318. Alfred Hershey, Physiologie oder Medizin, 1969
319. Salvador Luria, geboren in Italien, Physiologie oder Medizin, 1969
320. Lars Onsager, geboren in Norwegen, Chemie, 1968
321. Luis Alvarez, Physik, 1968
322. Robert W. Holley, Physiologie oder Medizin, 1968
323. Har Gobind Khorana, geboren in Indien, Physiologie oder Medizin, 1968
324. Marshall Warren Nirenberg, Physiologie oder Medizin, 1968
325. Hans Bethe, geboren in Deutschland, jetzt Frankreich, Physik, 1967
326. Haldan Keffer Hartline, Physiologie oder Medizin, 1967
327. George Wald, Physiologie oder Medizin, 1967
328. Robert S. Mulliken, Chemie, 1966
329. Charles B. Huggins, geboren in Kanada, Physiologie oder Medizin, 1966
330. Francis Peyton Rous, Physiologie oder Medizin, 1966
331. Robert B. Woodward, Chemie, 1965
332. Richard P. Feynman, Physik, 1965
333. Julian Schwinger, Physik, 1965
334. Martin Luther King Jr., Frieden, 1964
335. Charles H. Townes, Physik, 1964
336. Konrad Bloch, geboren im damaligen Deutschland, heute Polen, Physiologie oder Medizin, 1964
337. Maria Goeppert-Mayer, geboren in Deutschland, heute Polen, Physik, 1963
338. Eugene Wigner, geboren in Ungarn, Physik, 1963
339. John Steinbeck, Literatur, 1962
340. Linus C. Pauling, Frieden, 1962
341. James D. Watson, Physiologie oder Medizin, 1962
342. Melvin Calvin, Chemie, 1961
343. Robert Hofstadter, Physik, 1961
344. Georg von Békésy, geboren in Ungarn, Physiologie oder Medizin, 1961
345. Willard F. Libby, Chemie, 1960
346. Donald A. Glaser, Physik, 1960
347. Owen Chamberlain, Physik, 1959
348. Emilio Segrè, geboren in Italien, Physik, 1959
349. Arthur Kornberg, Physiologie oder Medizin, 1959
350. Severo Ochoa, geboren in Spanien, Physiologie oder Medizin, 1959
351. George Beadle, Physiologie oder Medizin, 1958
352. Joshua Lederberg, Physiologie oder Medizin, 1958
353. Edward Tatum, Physiologie oder Medizin, 1958
354. Chen Ning Yang, geboren in China, Physik, 1957
355. Tsung-Dao Lee, geboren in China, Physik, 1957
356. William B. Shockley, Physik, 1956
357. John Bardeen, Physik, 1956
358. Walter H. Brattain, geboren in China, Physik, 1956
359. Dickinson W. Richards, Physiologie oder Medizin, 1956
360. André F. Cournand, Frankreich, Physiologie oder Medizin, 1956
361. Vincent du Vigneaud, Chemie, 1955
362. Willis E. Lamb, Physik, 1955
363. Polykarp Kusch, geboren in Deutschland, Physik, 1955
364. Linus C. Pauling, Chemie, 1954
365. Ernest Hemingway, Literatur, 1954
366. John F. Enders, Physiologie oder Medizin, 1954
367. Frederick C. Robbins, Physiologie oder Medizin, 1954
368. Thomas H. Weller, Physiologie oder Medizin, 1954
369. George C. Marshall, Frieden, 1953
370. Fritz Albert Lipmann, geboren im preußischen Königsberg, damals Deutschland, heute Russland, Physiologie oder Medizin, 1953
371. E. M. Purcell, Physik, 1952
372. Felix Bloch, geboren in der Schweiz, Physik, 1952
373. Selman A. Waksman, geboren im damaligen Russischen Reich, heutige Ukraine, Physiologie oder Medizin, 1952
374. Edwin M. McMillan, Chemie, 1951
375. Glenn Theodore Seaborg, Chemie, 1951
376. Ralph J. Bunche, Frieden, 1950
377. Philip S. Hench, Physiologie oder Medizin, 1950
378. Edward C. Kendall, Physiologie oder Medizin, 1950
379. William Giauque, geboren in Kanada, Chemie, 1949
380. William Faulkner, Literatur, 1949
381. T. S. Eliot*, Literatur, 1948
382. American Friends Service Committee (Die Quäker), Frieden, 1947
383. Carl Ferdinand Cori, geboren in Österreich-Ungarn, Physiologie oder Medizin, 1947
384. Gerty Cori, geboren in Österreich-Ungarn, Physiologie oder Medizin, 1947
385. Wendell M. Stanley, Chemie, 1946
386. James B. Sumner, Chemie, 1946
387. John H. Northrop, Chemie, 1946
388. Emily G. Balch, Frieden, 1946
389. John R. Mott, Frieden, 1946
390. Percy W. Bridgman, Physik, 1946
391. Hermann J. Muller, Physiologie oder Medizin, 1946
392. Cordell Hull, Frieden, 1945
393. Isidor Isaac Rabi, geboren in Österreich, Physik, 1944
394. Joseph Erlanger, Physiologie oder Medizin, 1944
395. Herbert S. Gasser, Physiologie oder Medizin, 1944
396. Otto Stern, geboren in Sohrau, damaliges Deutschland, heute Polen, Physik, 1943
397. Edward A. Doisy, Physiologie oder Medizin, 1943
398. Ernest Lawrence, Physik, 1939
399. Pearl S. Buck, Literatur, 1938
400. Clinton Davisson, Physik, 1937
401. Eugene O’Neill, Literatur, 1936
402. Carl Anderson, Physik, 1936
403. Harold C. Urey, Chemie, 1934
404. George R. Minot, Physiologie oder Medizin, 1934
405. William P. Murphy, Physiologie oder Medizin, 1934
406. George H. Whipple, Physiologie oder Medizin, 1934
407. Thomas H. Morgan, Physiologie oder Medizin, 1933
408. Irving Langmuir, Chemie, 1932
409. Jane Addams, Frieden, 1931
410. Nicholas M. Butler, Frieden, 1931
411. Sinclair Lewis, Literatur, 1930
412. Frank B. Kellogg, Frieden, 1929
413. Arthur H. Compton, Physik, 1927
414. Charles G. Dawes, Frieden, 1925
415. Robert A. Millikan, Physik, 1923
416. Woodrow Wilson, Frieden, 1919
417. Theodore W. Richards, Chemie, 1914
418. Elihu Root, Frieden, 1912
419. Albert A. Michelson, geboren in Strelno damaligen Deutschland, heute Polen, Physik, 1907
420. Theodore Roosevelt, Frieden, 1906

### Venezuela
1. Baruj Benacerraf*, Physiologie oder Medizin, 1980

### Vietnam
1. Lê Đức Thọ, geboren in Französisch-Indochina, Frieden, 1973 (abgelehnt)

### Zypern
1. Christopher A. Pissarides*, Wirtschaft, 2010